# 1629 au théâtre
| Années du théâtre : 1626 - 1627 - 1628 - 1629 - 1630 - 1631 - 1632    |
| Décennies du théâtre : 1590 - 1600 - 1610 - 1620 - 1630 - 1640 - 1650 |

## Événements
- 29 décembre : à Paris, par un arrêt du Conseil du roi, l'Hôtel de Bourgogne est définitivement attribué aux Comédiens du roi, sous la direction de Robert Guérin, dit Gros-Guillaume ; l'acteur Bellerose entre dans la troupe[1].
- Le Cockpit-in-Court, l'un des premiers théâtres de Londres, est remanié par l'architecte Inigo Jones pour pouvoir y jouer des masques.

## Pièces de théâtre publiées
- The Wedding, comédie de James Shirley, Londres, Nicholas Okes pour John Grove.

## Pièces de théâtre représentées
- 15 décembre : création de la comédie Mélite, première pièce de Pierre Corneille, au Jeu de paume de Berthaud à Paris, par la troupe de Montdory[2],[3].
- La Selva sin Amor, comédie accompagnée de musique de Lope de Vega, est représentée au palais royal à Madrid devant la cour[4].

## Décès
- 30 avril : Hendrick Fayd'herbe, sculpteur, dramaturge et poète des Pays-Bas espagnols, de langue néerlandaise, actif à Malines, né en 1574.

- Date précise non connue :
  - David Barry, dramaturge de langue anglaise d'origine irlandaise, né vers 1587.